# Elisabeth Knuth
Elisabeth grevinde Knuth, født Elisabeth de Fine Skibsted (31. maj 1899 i København – 8. marts 1981) var hofdame hos H.M. dronning Alexandrine 1950-52.
Hun var datter af oberst Ove de Fine Skibsted og hustru Frieda f. Morville og blev gift 30. november 1922 med kammerherre, greve Frederik Victor Knuth.